# State of Origin
State of Origin (Herkunftsland) ist der in Australien benutzte Name für Sportevents oder andere Veranstaltungen, die zwischen Teams der australischen Bundesstaaten ausgetragen werden.
Wird der Begriff einzeln benutzt, weist er für gewöhnlich auf ein Rugby-League- oder Australian-Rules-Football-Match hin, in dem Spieler für die Staaten ausgewählt werden, wo sie entweder ihre Karriere begonnen oder aber die längste Zeit gespielt haben.
Seinen Ursprung hat es im Abgang vieler talentierter Australian-Rules-Football-Spieler in die Victorian Football League (heute Australian Football League) und den Effekt, den dies auf Spiele zwischen Staaten hatte. Eine ähnliche Situation existierte im Zusammenhang mit der New South Wales Rugby League, die bis in die 1980er die besten Spieler aus der Queensland Rugby League kaufte.
Obwohl State-of-Origin-Spiele im Australian Football nicht mehr stattfinden, ist das jährliche Aufeinandertreffen im Rugby League eines der beliebtesten Sportevents in Australien.

## Geschichte
Die erste aufgezeichnete Aufforderung für ein State of Origin wurde 1900 von einem als „The Cynic“ (Der Zynische) bekannten Journalisten gemacht. Für ein Rugby-League-Magazin („The Referee“) geschrieben, schlug er vor, dass Stephen Spragg, der nach Queensland gegangen war, trotzdem dazu in der Lage sein sollte für seinen Geburtsstaat New South Wales spielen zu dürfen. Das Konzept sollte später für Rugby League wieder aufgegriffen werden, wurde aber nie für Rugby Union verwendet.

### Australian Rules Football
Das erste State-of-Origin-Match war ein Australian-Rules-Football-Spiel zwischen Western Australia und Victoria im Subiaco Oval in Perth am 8. Oktober 1977. Leon Larkin, Marketingchef des Subiaco Football Club in der West Australian Football League (WAFL), verhandelte mit der Victorian Football League zwei Jahre lang, bis die Vorbereitungen für das Match beendet waren.
Spiele gegen die anderen Staaten sollten schon bald folgen. 1989 sahen 91.960 Zuschauer – ein Rekord für Spiele zwischen Bundesstaaten im Australian Rules Football – das Spiel zwischen Victoria und South Australia im Melbourne Cricket Ground.
Die Zuschauerzahlen und das Interesse nahm allerdings während der 1990er ab. Schuld daran war u. a. die Umformung der VFL in die nationale Liga, die Australian Football League (AFL). Das bislang letzte offizielle State-of-Origin-Match mit AFL-Spielern fand 1999 statt. Dennoch wird jährlich das Veterans’ Game veranstaltet.
Momentan wird von offizieller Seite des AFL darüber nachgedacht zum Anlass des 150. Jubiläums des Australian Rules Football wieder eine State of Origin zu veranstalten.

### Rugby League (Australien)
New South Wales und Queensland spielten ihr erstes State of Origin gegeneinander am 8. August 1980, welches Queensland 20:10 gewinnen konnte.  Das Interesse daran war ähnlich hoch wie die an den Australian Rules State of Origins.
Das Interesse an Rugby League State of Origins hielt bis heute an und ist eines von Australiens größten Sportevents. Eine Rekordzuschauerzahl wurde 1999 bei einem Spiel im Stadium Australia erreicht, mit 88.336 Zuschauern. Der Rekord für die Gesamtzuschauerzahl des drei Spiele umfassenden State of Origin wurde 2004 aufgestellt, als insgesamt 203.309 Zuschauer dabei waren. Die 2005er Serie brach den Zuschauerrekord für eine Serie mit zwei Spielen in Queensland mit insgesamt 187.374 Zuschauern.
Die Wahl der Spieler für die Nationalmannschaft Australiens ist häufig durch deren Leistung in der State-of-Origin-Serie beeinflusst.

### Rugby League (Großbritannien)
Der Erfolg der australischen State-of-Origin-Spiele führte 2001 zu einer Einführung in England unter dem Namen Origin Games, wo jeweils ein Team aus Yorkshire und Lancashire gegeneinander antritt.

### Rugby League (Neuseeland)
Die New Zealand Rugby League wird ab 2008 einen ähnlichen Wettbewerb veranstalten, den Kiwi Roots. Die Spieler werden in zwei Teams aufgeteilt, eines für nördlich von Bombay Hills geborene Spieler und eines für südlich davon geborene. Diese Einteilung liegt an der Rivalität zwischen Neuseelands größter Stadt, Auckland, und dem Rest des Landes.